# Хеленски роман
Хеленски роман се развио у покласичном добу хеленске књижевности (хеленистички и римски период) које је трајало од средине 4. века п. н. е. до 4. века нове ере.

## Врсте хеленског романа
Разликујемо четири врсте хеленског романа:
- историјски
- религиозни или филозофски
- реалистички
- љубавни или еротични

Од свих врста љубавним романом се бавило највише писаца и највише их је сачувано. Настао је укрштањем епопеје и историографије, као плод једног нејуначког космоплитског доба склоног сентименталности, егзотици и артизму. Као почетак љубавног романа сматра се дело Милетске приповести од Аристида Милећанина (крај 2. и почетак 1. века п. н. е.), али оно није сачувано. Најстарији писац чији је роман потпуно сачуван је Харитон из Афродисијаде. Најпознатији хеленски романописац је Лонго. У нас је рано дошло до продора хеленских романа у виду превода и обрада, поготово историјских романа о Александру Великом и Троји.

## Списак хеленских романописаца
- Аполоније из Тијане
- Флавије Филострат
- Лукијан Самосаћанин
- Луције Апулеј
- Ијамблих
- Харитон
- Ахилеј Татије
- Ксенофонт Ефешки
- Порфирије Тирски
- Лонго